# Goodenia rupestris
Goodenia rupestris är en tvåhjärtbladig växtart som beskrevs av R.C. Carolin. Goodenia rupestris ingår i släktet Goodenia och familjen Goodeniaceae. Inga underarter finns listade i Catalogue of Life.